# 375 a.C.
Il 375 a.C. (CCCLXXV a.C. in numeri romani) è un anno  del IV secolo a.C.

## Eventi
- 1º marzo - Fondazione del tempio di Giunone Lucina sull'Esquilino, a Roma, dove si celebravano i Matronalia
- Cina: Zhou Lie Wang diventa re della dinastia Zhou

## Morti
- Leptine, generale siceliota